# Жінка в червоних чоботях
«Жінка в червоних чоботях» («La femme aux bottes rouges») — французько-італійсько-іспанська кінокомедія 1974 року, знята режисером Хуаном Луїсом Бунюелем.

## Сюжет
Письменниця-авангардистка Франсуаза Леруа (Катрін Денев) заплуталася між власною уявою, реальністю та спогадами про минуле. За її бажанням поруч із нею виникають несподівані предмети, люди та цілі події.

## У ролях
| Актор                  | Роль                    |
| ---------------------- | ----------------------- |
| Катрін Денев           | Франсуаза               |
| Фернандо Рей           | Перро                   |
| Жак Вебер              | Річард                  |
| Адальберто Марія Мерлі | Марк                    |
| Хосе Сакрістан         | Клебер камердинер Перро |
| Емма Коен              | Софі дружина Марка      |
| Лаура Бетті            | Леонора                 |

## Знімальна група
- Режисер: Хуан Луїс Бунюель
- Сценаристи: Роберто Бодегас, Хуан Луїс Бунюель, Жан-Клод Каррьєр, П'єр-Жан Ментіньйо, Клемент Біддл Вуд
- Оператор: Леопольдо Вільясеньор
- Композитори: Жан-Луї Дюкарм, Майкл Йонеско
- Продюсер: Деніел Карілло, Серафін Гарсія Труеба, Клод Жагер